# Filchnerův–Ronneové šelfový ledovec

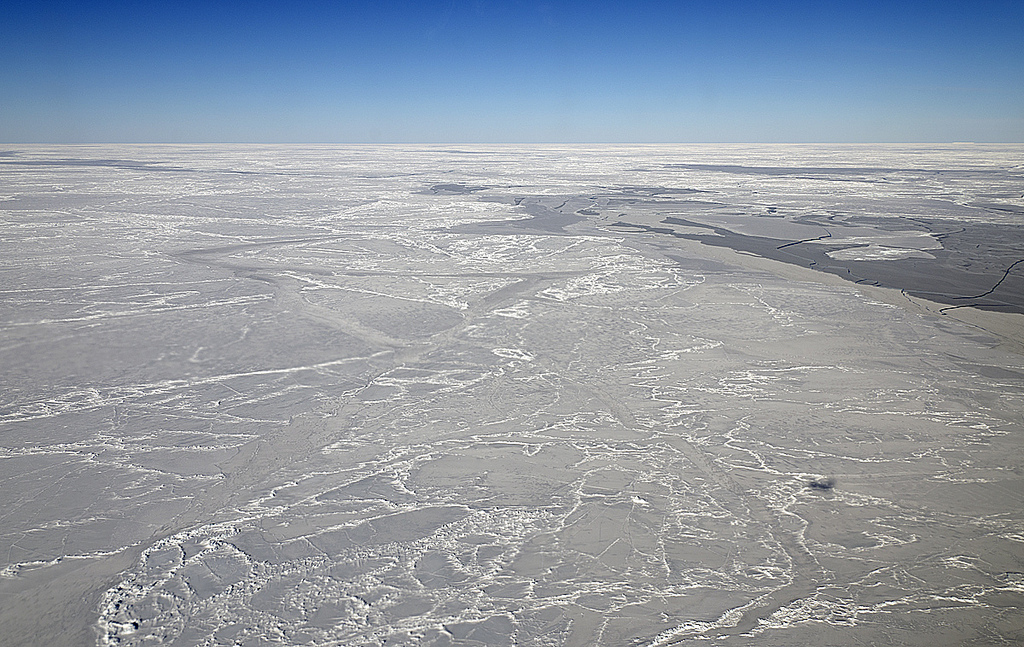
Šelfový ledovec Filchnera-Ronneové v letním období

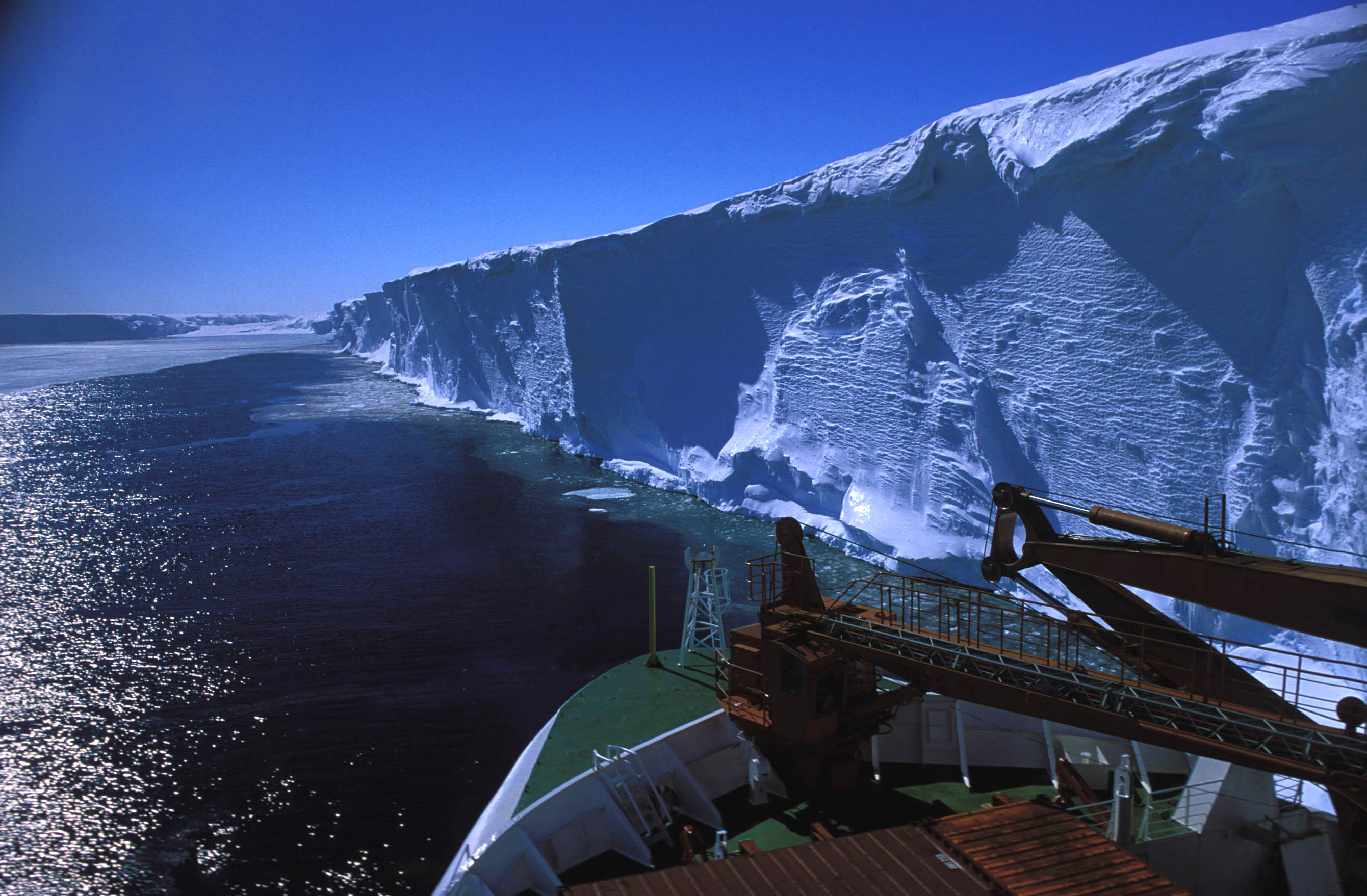
Čelo ledovce

Šelfový ledovec Filchnera-Ronneové je ledový šelf, který se nachází v jižní části Weddellova moře v Antarktidě. Jde o druhou největší plochu ledu na Zemi, rozkládá se na ploše 430 000 km². Led zde přežil i poslední interglaciál.

## Historie
Koncem ledna roku 1912 doplul velitel druhé německé polární výpravy Wilhelm Filchner na lodi Deutschland k břehům Antarktidy do jižní části Weddellova moře až na téměř 78. stupeň jižní zeměpisné šířky, kde byl zastaven v další plavbě ledovým polem. Filchner v následujících dnech uvedený region prozkoumal a našel vyčnívat z ledové pláně kousky horniny. Vyslovil domněnku, že toto ledové pole sahá až na antarktickou pevninu a tudíž je chybná tehdy hojně uznávaná hypotéza, že západní část Antarktidy (nynější Antarktický poloostrov) je oddělena od východní Antarktidy (centrální Antarktida). Objevitel pojmenoval ledovou plošinu po tehdejším německém císaři Vilémovi II., císař toto odmítl a jako projev uznání vědci ho nazval ledovec Filchnerův.
Shodnou oblast v roce 1947 probádal kapitán americké expedice Finn Ronne a šelfový ledovec pojmenoval po své manželce, polární průzkumnici Edith Ronneové. V roce 1968 byl vytvořen kompromis a šelfový ledovec se začal nazývat Filchnerův-Ronneové.

## Situace
Weddellovo moře svou jižní části vytváří hluboký zářez do antarktické pevniny. Šelfový ledovec je ze západu ohraničen Antarktickým poloostrovem, konkrétně Grahamovou zemí a z východu antarktickou pevninou, konkrétně Coatsovou zemí.
Šelfový ledovec Filchnera-Ronneové je Berknerovým ostrovem, který je pod ledem zcela skryt, rozdělen do dvou částí. Ty jsou někdy nazývány samostatnými jmény. Užší, východnější šelfový ledovec bývá nazýván Filchnerův (okolo 79° j. š., 40° z. d. a širší, západnější úsek šelfového ledovce Ronneové (okolo 78°30′ j. š., 61° z. d.), jejich tloušťka může být až 600 m.
Leží v oblasti která spadá pod správu Britského antarktického území. V roce 1940 vznesly Argentina a Chile nároky na část britského sektoru ve kterém se šelfový ledovec Filchnera-Ronneové nachází; nároky těchto zemí se dokonce překrývají mezi sebou navzájem. Smlouva o Antarktidě z roku 1959 tyto spory odsunula do budoucna, dočasně zakonzervovala status quo.

## Popis

Antarktida
Rossův šelfový ledovec
šelfový ledovec Filchnera-Ronneové

Tato tabule ledovcového ledu s mírně zvlněným povrchem a s obsahem horninového materiálu leží svou jižní stranou na pevnině Antarktidy a severní sahá do Weddellova moře, kde se částečně opírá o jeho dno a většinou plave na hladině; moře zde dosahuje hloubky do 1400 m. Na severu, směrem od moře, je šelfový ledovec ohraničen strmými stěnami vyčnívajícími až 50 m nad mořskou hladinou.
Šelfový ledovec neustále přirůstá vlivem mnoha ledovcových proudů splazujících z ledového příkrovu Antarktidy. Dosahují místy tloušťky až 200 m a sahají do vnitrozemí do délky 800 km. Pohybuje se směrem k pobřeží rychlostí okolo 1 km za rok.[zdroj?] Po dosažení mořské hladiny jeho tloušťka mohutní, protože zespodu narůstá namrzáním mořské vody.[zdroj?] Postupným posuvem do moře vznikají důsledkem ohromné hmotnosti a pohybu v ledovci trhliny a ten se láme. Uvolňují se z něho obrovské bloky ledu, které plavou do teplejších severních vod. V roce 1988 se odtrhl kus o velikosti 150 × 50 km a v roce 2000 veliký 167 × 32 km. Na podzim 2023 se pak dal do pohybu (urazí ca 5 km denně) kus ledovce o ploše asi 4000 m2 (ca 8x rozloha Prahy), který se odlomil v 80. letech a byl dosud usazen na dně Weddelova moře. Tomuto odlamování se říká telení.
Na severním okraji šelfového ledovce používalo Spojené království v létech 1956 až 1957 vědeckou stanici Shackleton a od roku 1957 do 1962 zde měly Spojené státy americké stanici Ellsworth, kterou později předaly Argentině, v roce 1975 zde provozoval také Sovětský svaz letní stanici Družnaja. Na jihu šelfového ledovce byla v létech 1965 až 1969 stanice Argentiny s názvem Sobral.